# Dongqing-Talsperre
Die Dongqing-Talsperre ist ein CFR-Staudamm am Beipan an der Grenze der Kreise Zhenning und Zhenfeng, 20 km nordöstlich der Kreishauptstadt von Zhenfeng in der chinesischen Provinz Guizhou. Die 150 m hohe Talsperre staut ein Reservoir von 955 Millionen Kubikmetern auf und besitzt ein 880-MW-Wasserkraftwerk mit vier Turbinen von je 220 MW Leistung. Der Bau begann 2005, der Fluss wurde 2006 umgeleitet, der Stausee seit 2009 aufgestaut und der erste Generator im selben Jahr in Betrieb genommen.